# Убийство на консулите в Солун
Убийството на германския консул сър Хенри Абът и френския консул Жул Мулен в Солун в 1876 година от фанатизирана мюсюлманска тълпа води до голям международен скандал, изиграл роля за въвеждането на конституционен ред в Османската империя.
Турският историк Тепеделенлиоглу пише:
| „ | През кървавия май на 1876 г. в един от критичните дни, когато на Балканите бяха преследвани българските въстаници, в Солун стана едно неочаквано произшествие. Без никакво съмнение това бе едно от събитията, изиграли най-голяма роля за свалянето на султан Абдул Азиз и за обявяването на Конституцията. | “ |

## Хронология
На 23 април (нов стил 5 май) 1876 година на гара Карасуле, конвоирано от три заптиета и завито във фередже, във влака е качено момиче на около 16 години. Служител в железниците, евреин, разбира, че това е българка от Богданци, каза Авретхисар, Солунско, водена в Солун, за да бъде потурчена за ханъма на тахсилдарина от този край Емин ефенди. Евреинът слиза на гара и телеграфира на американския консул в Солун Периклис Хадзилазару за отвлечената за потурчване българска девойка.
Влакът в Солун е посрещнат от около 150 души, организирани от американския консул, брат му Николаос и хаджи Минчо от Сяр, който поддържа връзки с руското консулство. Виждайки ги, момичето Стефана се развиква за помощ и опитва да избяга. Според други източници майка ѝ се развиква за помощ. Християните спасяват момичето от заптиетата похитители, а хаджи Минчо скъсва фереджето, под което я крият. Стефана е качена на чакащия на гарата файтон на американския консул Хадзилазару и отведена в дома му, където е американското консулство. При блъсканицата на гаровия площад турчин е леко контузен.
На другия ден 24 април (6 май) тълпа от няколкостотин души мюсюлмани, организирани от кадията и ходжите, се събира пред конака на вилаетското управление и крещят валията да вземе българката и да я предаде за да бъде официално потурчена от религиозните ислямски лица и тахсилдаринът Емин ефенди да си получи отвлеченото девойче за кадъна. Скоро тълпата нараства на повече от 5000 турци, които се отправят към Саатлъ джамия (Селим паша джамия) с викове да бъде отмъстено на гяурите, обидили мюсюлманската вяра и погазили честта на мюсюлманите, и че ако от валията и консула не им бъде върната българката, те ще я отнемат насила.
Според някои съобщения турците успяват отново да отвлекат българката и Хадзилазару и ги завличат в джамията. Според другия тълпата се опитвала за втори път да завлече девойката в джамията, но американският консул пак я спасява, успял да се качи с нея в колата си и да се измъкнат на безопасно разстояние. Сър Хенри Абът, британец, православен християнини и немски консул заедно с френския консул Жул Мулен отиват към джамията, където са убити с железни пръти от решетките на прозорците на джамията. Труповете на убитите са допълнително подложени на гавра като са влачени по улиците и оплювани, докато валията Рефет паша и командването на гарнизона най-сетне с войска разпръсват тълпата.
На 7 май 1876 година на Хадзилазару телеграфира на пълномощния министър на САЩ в Цариград:
| „ | Върнах се нощес от посещението ми във Воден и бързам да Ви съобщя катастрофални новини. В петък вечерта едно християнско момиче, идващо с влака от Богданица и придружено от мохамедани, викало да му се помогне заради вярата му. Християните, които се намирали на гарата, дошли на помощ и принудили една кола, която ме чакала, да го отведе в града. В събота през нощта турски шайки се отправили към двореца на управителя, като искали да им се върне момичето. Управителят, който мислел, че то е в моята къща, го потърсил у мен, но му доказали, че момичето е потърсило другаде подслон. Турците сновели из града, като призовавали правоверните да вземат оръжие. Развълнувани, консулите на Франция и Германия отишли на самото място, но били завлечени в джамията, гдето били събрани почти 3000 въоръжени мохамедани. Управителят бил в джамията, но не могъл да ги спаси – те и двамата били убити със саби. Градът е потопен в смут. | “ |

Вечерта на 24 април (нов стил 6 май) 1876 година Рефет паша телеграфира в Цариград и известява за станалото. Телеграмата пристига във Високата порта към един часа след полунощ на 25 април. Правителството е свикано на извънредно заседание, незабавно то уведомява посланиците на Франция и Германия за случилото се и формално изразява съжаления и съболезнования. Доайенът на дипломатическото тяло, руският посланик граф Николай Игнатиев свиква в руското посолство спешно съвещание на посланиците на Франция, Германия, Великобритания, Австро-Унгария и Италия, поканен е и министъра на външните работи Решад паша.
Султан Абдул Азиз праща своя първи адютант, да изрази съболезнования. Великите сили нареждат на дипломатите си да се уведомят ултимативно Високата порта, че поради липсата на сигурност за живота на християнското население, на европейските поданици и останалите живи чуждестранни дипломатически представители изпращат военноморски ескадри в Солун и ако в 8-дневен срок не бъдат изловени и наказани убийците на консулите, ще дебаркират войски, ще окупират Солун и те да издирят, арестуват и накажат убийците. Скоро ескадрите застават на рейд пред Солун.
Исканията към Високата порта са наказание на преките убийци и със султанска прокламация да се осъди злодеянието и да се препоръча на мюсюлманите да почитат чуждестранните дипломатически представители и да не безпокоят християнското население; валията на Солун и други административни, военни и полицейски ръководители и чиновници да бъдат наказани за това, че не са взели необходимите превантивни мерки; да се назначи специална комисия, която да разследва случая с помощта на германския консул в Цариград Тиселдорф и на представители на германското и френското консулство; на убитите консули да бъде устроено официално погребение и на семействата им да се изплати обезщетение.
Правителство на Махмуд Недим паша изпълнява всички искания. До Беяз куле на крайбрежната улица са обесени 12 турци, участници в убийствата. Валията на Солун Рефет паша е уволнен, отговорни военни и полицейски ръководители са арестувани и осъдени. Ескадрата, блокирала Солун, е оттеглена. Новият валия на града Мустафа Ешреф паша пристига с кораб заедно с членовете на комисията, натоварена със следствието. Смутът и сред християни и сред мюсюлмани е голям. Европейската общественост е потресена от турското варварство, жертви на което е не само местното християнско население, но дори европейските дипломати.
Печатът излиза с подробни описания на злодеянието и с гневни протести. Френското списание „Илюстрасион“ в броя си от 18 юни 1876 година пише: „Най-вероятно убийството на консулите ще повлияе върху резултатите от новите разговори, които представители на Русия, Австро-Унгария и Германия ще водят в Берлин. Ясно е, че в Турция дезорганизацията е стигнала до върховете, че развихрилите се страсти на народност срещу народност, на религия срещу религия не могат да се удържат повече от никакви спирачки. Турската империя се разпада от всички страни.“
Православният християнин сър Хенри Абът е почитан от източнопровословните като мъченик, погинал заради Христовата вяра.

## Галерия
- Убийството на консулите на 6 май 1876, „Журнал илюстре“.
- Погребенията на консулите – Абът в православна църква и Мулен в католическа, „Монд илюстре“.
- Пристигането на френските и германски инспектори, натоварени с разследването на убийството, „Юниверз илюстре“.
- Статия за убийството на консулите с илюстрации на Саатли джамия в Солун, пред която е извършено убийството, къщата на Мулен, гръцката църква, в която е опят Абът, къщата на Абът и конака.
- Гребенаровъ, Х. М. Размирието за Хубава Богданка. Убийството на Френския и Пруския консули въ Солунъ на 25-й Априлий 1876 год. Трагедия въ три дѣйствия.   София, Издание и печатъ на Ив. К. Божиновъ.
- Дописка в „Източно време“ по повод убийството на консулите